# Aufhebung (Verwaltungsakt)
Die Aufhebung bezeichnet im deutschen Verwaltungsrecht die Möglichkeit, Verwaltungsakte nach Bestandskraft wieder zu beseitigen. Dieses Recht folgt aus dem in Art. 20 Abs. 3 GG verankerten Grundsatz der Gesetzmäßigkeit der Verwaltung, wonach alle Staatsorgane, auch die vollziehende Gewalt an Gesetz und Recht gebunden sind.
Soweit für die Aufhebung keine besonderen Regelungen in Spezialgesetzen bestehen, gibt es im Verwaltungsverfahrensgesetz verschiedene Möglichkeiten, die Aufhebung vorzunehmen. Die Behörde kann von Amts wegen Verwaltungsakte zurücknehmen oder widerrufen. Sie kann auch auf Antrag des Betroffenen über die Aufhebung oder Änderung entscheiden.

## Aufhebung von Amts wegen

### Allgemeines Verwaltungsrecht
Die Aufhebung von Verwaltungsakten steht grundsätzlich im Ermessen der Behörde.
Die Rücknahme eines bereits bei Erlass rechtswidrigen Verwaltungsaktes, der beispielsweise durch Bestechung erwirkt worden war, richtet sich nach § 48 VwVfG. Für den Widerruf eines bei Erlass rechtmäßigen Verwaltungsaktes, dessen Widerruf sich die Behörde von vornherein vorbehalten hatte oder der nachträglich etwa wegen Nichterfüllung einer Auflage rechtswidrig geworden ist gilt § 49 VwVfG. Aus dem Gedanken des Vertrauensschutzes heraus sind diese Möglichkeiten an unterschiedliche Voraussetzungen gebunden.
Grundsätzlich kann ein rechtswidriger Verwaltungsakt sowohl mit Wirkung für die Vergangenheit wie auch für die Zukunft zurückgenommen werden. Dieser Spielraum wird nur für den Fall eingeschränkt, dass durch den Verwaltungsakt eine Geld- oder Sachleistung gewährt wurde und das Vertrauen des Empfängers auf den Bestand des Verwaltungsaktes schutzwürdig ist. Die Möglichkeit der Behörde, den rechtswidrigen Verwaltungsakt wieder aus der Welt zu schaffen, besteht allerdings nur während einer Frist von einem Jahr. Diese Frist beginnt ab dem Zeitpunkt zu laufen, an dem die Behörde von den Tatsachen Kenntnis erhält, die die Rücknahme rechtfertigen. Die Rechtsprechung geht allerdings im Regelfall davon aus, dass die Behörde vollständige Kenntnis vom Sachverhalt erhalten muss, was den Beginn der Frist teilweise stark hinauszögert.
Gegenüber dem rechtswidrigen Verwaltungsakt kann der (ursprünglich) rechtmäßige Verwaltungsakt nur für die Zukunft widerrufen werden; es sei denn, er gewährt eine einmalige oder laufende Geldleistung oder teilbare Sachleistung zur Erfüllung eines bestimmten Zwecks, d. h. eine Subvention (§ 49 Abs. 3 VwVfG).
Wird ein Verwaltungsakt mit Wirkung für die Vergangenheit aufgehoben, so sind bereits erbrachte Leistungen nach § 49a Abs. 1 S. 1 VwVfG zurückzugewähren.

### Spezialvorschriften
Spezialvorschriften gehen gemäß der in § 1 Abs. 1 a. E. VwVfG angeordneten Subsidiarität den §§ 48–49a VwVfG vor.
Teilweise werden die §§ 48, 49 VwVfG gänzlich verdrängt (Aufzählung nicht vollständig):
- § 14 Bundesbeamtengesetz und § 12 Beamtenstatusgesetz sind für die Aufhebung einer Ernennung zum Beamten abschließend.
- § 45 Waffengesetz regelt die Aufhebung einer waffenrechtlichen Erlaubnis abschließend.
- §§ 130–132 Abgabenordnung und §§ 172–177 Abgabenordnung sind gemäß § 2 Abs. 2 Nr. 1 VwVfG vorrangig.
- §§ 44–49 Sozialgesetzbuch X sind gemäß § 2 Abs. 2 Nr. 1 VwVfG vorrangig.

Manche Gesetze enthalten auch nur Sondervorschriften für den Widerruf von rechtmäßigen Verwaltungsakten (Aufzählung nicht vollständig):
- § 21 Abs. 1 Bundes-Immissionsschutzgesetz verdrängt nur § 49 VwVfG. Dagegen bleibt § 48 VwVfG bei rechtswidrigen Genehmigungen anwendbar.
- § 52 Aufenthaltsgesetz regelt nur den Widerruf von rechtmäßigen Aufenthaltstiteln. § 48 VwVfG bleibt auf rechtswidrige Aufenthaltstitel anwendbar (vgl. § 51 Abs. 1 Nr. 3 und 4 Aufenthaltsgesetz).[4]

Zudem gibt es auch spezialgesetzliche Regelungen, die die §§ 48, 49 VwVfG lediglich ergänzen, wie z. B. § 8 Abs. 2 S. 1 Fernstraßengesetz (landesrechtlich am Beispiel Hessen: § 16 Abs. 2 S. 1 Hessisches Straßengesetz), wonach die Sondernutzungserlaubnis unter Widerrufsvorbehalt erteilt werden kann.
Für die Rückforderungen ist grundsätzlich § 49a VwVfG anzuwenden, es sei denn es liegt eine Spezialvorschrift vor, z. B. (Aufzählung nicht vollständig):
- Im Beamtenrecht: § 12 Abs. 2 Bundesbesoldungsgesetz; § 52 Beamtenversorgungsgesetz; § 84a Bundesbeamtengesetz
- Im Soldatenrecht: § 56 Soldatengesetz
- Im Sozialrecht: § 50 Sozialgesetzbuch X
- Im Abgabenrecht: § 37 Abgabenordnung

### Rücknahme von europarechtswidrigen Verwaltungsakten
Bei der Rücknahme von europarechtswidrigen Verwaltungsakten stellen sich aufgrund des Grundsatzes der loyalen Zusammenarbeit nach Art. 4 Abs. 3 EUV und aufgrund des effet utile besondere Schwierigkeiten. Auch hier sind grundsätzlich die allgemeines Vorschriften der §§ 48 ff. VwVfG anwendbar. Jedoch werden die allgemeinen Vorschriften vom Europarecht beeinflusst, bspw. in folgenden Fällen gelten (Aufzählung nicht abschließend):
- Bei europarechtswidrigen Beihilfen ist § 48 Abs. 2 S. 1 VwVfG anwendbar, wonach ein begünstigender Verwaltungsakt (z. B. Subventionsbescheid) grundsätzlich nicht zurückgenommen werden kann. Dies sei insb. nach Satz 2 der Fall, wenn der Betroffene auf den Bestand des Verwaltungsakts vertraut hat.[5] Allerdings wird von der Rechtsprechung vertreten, dass die Norm europarechtskonform ausgelegt werden muss und demnach nur bei außergewöhnlichen Umständen ein Schutzwürdigkeit der Beihilfeempfängers besteht.[6] Es sei eine Abwägung im Einzelfall erforderlich.[7]
- Bei der Rückforderungen aus Beihilfen, die aus Mitteln der Europäischen Union bewirkt wurden, sind anders als im obigen Fall keine unionsrechtlichen Verfahren vorgeschaltet. Danach könnte sich der Betroffene auf den Vertrauensschutz nach § 48 Abs. 2 S. 2 VwVfG berufen, jedoch bestehen hier immer mehr unionsrechtlichen Spezialvorschriften.[8]
- Die Jahresfrist des § 48 Abs. 4 VwVfG ist grundsätzlich anwendbar. Etwas anderes gilt nur bei festgestellter Rechtswidrigkeit durch einen bestandskräftigen Negativbeschluss nach Art. 108 Abs. 2 AEUV. Ein Fristablauf würde der Entscheidung der Kommission praktisch die Wirkung entziehen.[9]
- Das Ermessen der Behörde ist wegen des effet utile bei europarechtswidrigen Beihilfen und bei Negativbeschlüssen gemäß Art. 16 Abs. 1 S. 1 Beihilfenverfahrensordnung grundsätzlich auf Null reduziert, außer es besteht auch nach dem Unionsrecht ein Ermessensspielraum.[10]
- Der Einwand der Entreicherung nach § 49a Abs. 2 S. 1 VwVfG i. V. m. § 818 Abs. 3 BGB ist im Rahmen des Art. 16 Abs. 1 S. 1 Beihilfenverfahrensordnung nicht möglich.[11]

## Aufhebung auf Antrag
Außerhalb eines Rechtsbehelfsverfahrens kann die Behörde ein abgeschlossenes Verwaltungsverfahren unter den Voraussetzungen des § 51 VwVfG auf Antrag des Betroffenen wieder aufgreifen und den Verwaltungsakt aufheben oder ändern (Wiederaufgreifen des Verfahrens). Dies gilt insbesondere, wenn nachträglich bestimmte Umstände eintreten, die bei Erlass des betreffenden Verwaltungsakts eine für den Betroffenen günstigere Entscheidung gerechtfertigt hätten. Der Betroffene muss jedoch ohne grobes Verschulden außerstande gewesen sein, diese Umstände zu einem früheren Zeitpunkt, etwa vor Ablauf der Widerspruchsfrist geltend zu machen. Die Behörde kann entweder eine neue Sachentscheidung treffen (Zweitbescheid) oder dies ablehnen und an der Regelung im Erstbescheid festhalten (wiederholende Verfügung).